# Rhododendron punctifolium
Rhododendron punctifolium är en ljungväxtart som beskrevs av L.C. Hu. Rhododendron punctifolium ingår i släktet rododendron, och familjen ljungväxter. Inga underarter finns listade i Catalogue of Life.